# Дражин, Владимир Нестерович
Владимир Нестерович Дражин (род. 25 сентября 1947 года, д. Дражно Минской области, Белорусская ССР) — белорусский политический деятель, бывший заместитель премьер-министра Республики Беларусь, чрезвычайный и полномочный посол Республики Беларусь в Литовской Республике.

## Образование
Окончил Белорусский политехнический институт и Минскую высшую партийную школу.

## Карьера
Начал профессиональный путь в комсомоле. После окончания Минской высшей партийной школы занимал различные должности в райкомах партии. Был председателем Несвижского райисполкома[когда?].
В 1998—2000 гг. --заместитель председателя Минского облисполкома.
27 апреля 2000 г. указом Президента назначен первым заместителем председателя Минского облисполкома.
24 сентября 2001 года указом президента назначен заместителем премьер-министра Республики Беларусь. Курировал работу социальной сферы, науки, торговли.
3 января 2002 года возглавил государственную комиссию по разработке гимна Республики Беларусь.
20 февраля 2004 года назначен представителем государства в ОАО «Белвнешэкономбанк».
27 декабря 2005 года указом президента освобожден от должности Заместителя премьер-министра Республики Беларусь в связи с переводом на другую работу.
13 апреля 2006 года назначен чрезвычайным и полномочным послом Республики Беларусь в Литовской Республике, чрезвычайным и полномочным послом Республики Беларусь в Финляндской Республике по совместительству.
В декабре 2014 года избран председателем Белорусской ассоциации гольфа.

## Награды
- Почётная грамота Совета Министров Республики Беларусь (1997)[6];
- Почётная грамота Национального собрания Республики Беларусь (2008)[7]
- Орден «Знак Почёта»
- Орден Креста преподобной Евфросинии Полоцкой (2012; Белорусская православная церковь)[8]
- Звание «Почётный гражданин города Несвижа».